# Песковский завод стеклоизделий
Песковский завод стеклоизделий — промышленное предприятие в посёлке городского типа Песковка Бородянского района Киевской области Украины.

## История
Предприятие было построено в 1924 году. В 1935 году завод был передан в ведение московского треста «Спиртотара». В это же время была произведена полная реконструкция завода.
В ходе Великой Отечественной войны в 1941—1943 гг. посёлок находился под немецкой оккупацией и предприятие пострадало, но в соответствии с четвёртым планом восстановления и развития народного хозяйства СССР в 1946 году началось его восстановление.
В 1961 году завод был полностью переоснащён. На новом оборудовании начался выпуск стаканов емкостью 100 и 250 мл, ваз и другой сортовой посуды.
В целом, в советское время завод входил в число ведущих предприятий посёлка.
В мае 1995 года Кабинет министров Украины утвердил решение о приватизации завода. В дальнейшем, государственное предприятие было преобразовано в открытое акционерное общество.
31 января 2008 года решением хозяйственного суда Киевской области завод был признан банкротом.
В дальнейшем, завод был реорганизован в общество с ограниченной ответственностью. В октябре 2009 года завод купил ОАО "Закрытый недиверсифицированный корпоративный инвестиционный фонд "Прайм эссетс кэпитал", единственным акционером которого в это время являлся министр иностранных дел и глава Совета Национального банка Украины П. А. Порошенко.
8 августа 2013 года 160 тонн жидкого раскалённого стекла растеклись на первом этаже здания на площади 150 кв. м и на заводе начался пожар, который был потушен прибывшими пожарными.
В 2017 году на заводе была внедрена интегрированная система менеджмента качества и безопасности упаковочных материалов согласно требованиям схемы сертификации FSSC 22000 и международного стандарта ISO 9001.

## Современное состояние
По данным официального сайта завода, в 2019 году в состав завода входили два стеклотарных цеха, производившие стеклотару из бесцветного, зелёного и коричневого стекла. 62% объема продукции составляли стеклянные банки 12 типоразмеров, а 38% - бутылки для пива, вина и крепких спиртных напитков 24 типоразмеров. 